# Manuel Villar Fernández
Manuel Villar Fernández (Arnoia, Orense, 19 de octubre de 1940 - Orense, 2 de octubre de 2010) fue un político y sindicalista español, sucesivamente militante de UGT, PSOE, Pasoc e IU.

## Reseña biográfica
Miembro del PSOE, tras la ruptura del partido en 1972 se vincula al PSOE Histórico de Rodolfo Llopis -el futuro Partido de Acción Socialista (Pasoc)-.
Fue elegido Presidente del Pasoc -en sustitución de Pablo Castellano- desde el VII Congreso Federal (7 de abril de 2001) hasta el VIII Congreso Federal, en que cede el testigo a Andrés Cuevas González. 
| Predecesor: Pablo Castellano | Presidente del Partido de Acción Socialista 2001 - 2003 | Sucesor: Andrés Cuevas González |

- Datos: Q5994590